# Solomija Krušel'nyc'ka
Solomija Amvrosiïvna Krušel'nyc'ka (in ucraino Соломія Амвросіївна Крушельницька?; Bučač, 23 settembre 1872 – Leopoli, 16 novembre 1952) è stata una cantante lirica ucraina.
È considerata una delle massime cantanti liriche del XX secolo. Tra i molti premi e riconoscimenti, in particolare, il titolo di "Primadonna wagneriana” del XX secolo. Cantare con lei era considerato un onore per Enrico Caruso, Tita Ruffo, Fedor Chaliapin. Il compositore italiano Giacomo Puccini regalò alla cantante il suo ritratto con la scritta «Alla più grande e deliziosa Butterfly – Giacomo Puccini. Torre '904».
Nella moderna tradizione ucraina, è una tra le donne più famose dell'antica e moderna Ucraina.
Nelle fonti italiane si incontra, spesso associato al cognome del padre: Salomea Kruceniski, Salomea Kruscheniski, Salomea Krusceniska, Salomea Kruscenischi.

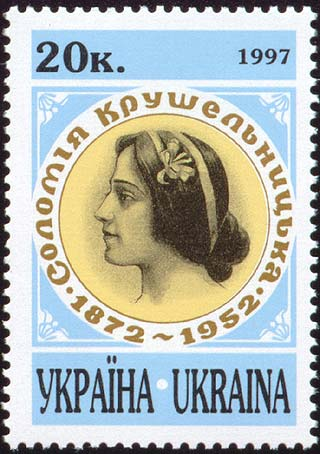
Solomija Amvrosiïvna Krušel'nyc'ka

## Biografia

### Infanzia
Nacque il 23 settembre 1872 a Biliavynci, oggi Regione di Ternopil' (all’epoca regno di Galizia) in una famiglia di antiche e nobili origini, il cui capostipite Aframosij Krušel'nys'kyj era un prete uniate appartenente alla chiesa greco-cattolica con una profonda cultura musicale e dirigeva un coro nel quale cantava anche la madre Teodora Marija (1844-1907). Salomea si distingueva però per la voce, un canto angelico, melodioso, sublime, sicché la misero nel coro della parrocchia e poi al conservatorio. Anche il nonno di Solomija Hrihorij Savčyns'kyj era un prete della chiesa greco-cattolica, poeta ed attivista.

Oltre a cantare sotto la guida dei genitori, suonava il pianoforte sin dalla più tenera età. Conosceva numerose canzoni popolari che spontaneamente sentiva di dover cantare ai contadini. Alcuni momenti della sua infanzia sono ricordati così dalla sua vicina Maria Zybulskaja: 

### Studi nel Ginnasio di Ternopoli
Iniziò a cantare in tenera età. Conseguì le basi della preparazione musicale presso il Ginnasio di Ternopoli, nel quale sostenne gli esami da esterna. Qui si avvicinò al gruppo musicale dei ragazzi del ginnasio, al quale partecipava Denys Volodymyrovyč Sìčyns'kyj, in futuro grande compositore, considerato il primo musicista professionista della regione storica della Galizia.
Nel 1883, al concerto dedicato a Taras Hryhorovyč Ševčenko, si svolse la prima esibizione pubblica di Solomija, con la compagnia corale Rusjka besida. A uno dei concerti di questo coro nel 1885 era presente Ivan Franko che, insieme a studenti ucraini, russi e bulgari, con la partecipazione del compositore Ostap Josypovyč Nyžankivs'kyj, e al pittore e poeta Kornylo Mykolajovyč Ustyjanovyč, stavano viaggiando per tutto il Paese. Al concerto era presente anche lo scrittore Pavlo Dumka, originario di un villaggio nelle vicinanze di Kupchynzi. A Ternopoli, Solomija fece la prima conoscenza con il teatro. Ogni tanto teneva degli spettacoli nel teatro di Leopoli, con la compagnia Rusjka besida. Nel repertorio della compagnia figuravano opere di Gulak-Artemovs'kyj e Mykola Lysenko. Solomija ebbe la possibilità di osservare e imparare attraverso le recite di attori drammatici del calibro della Carolina Kliševs'ka, Filomena Lopatyns'ka, Antonina Osypovyčeva, Ol'šans'kyj, Jasynovyč, Muz'yk-Stechys'kyj.

### Studi nel Conservatorio di Leopoli
Nel 1891 Solomija entrò nel Conservatorio di Leopoli della compagnia musicale della Galizia. Studiò al Conservatorio di Leopoli (L’viv) con Valerij Vysoc'kyj. Il 15 aprile 1893 Solomija esordì nell’opera, al teatro comunale Skarbka di Leopoli, nel ruolo di mezzosoprano, Leonora ne La favorita di Gaetano Donizetti. I suoi partner erano Rudolf Berngardt e Julian Eronim. Nel 1893 ottenne il diploma, sul quale era scritto: 

## Sul palcoscenico
Dopo gli studi cantò a Odessa, Cracovia, Tbilisi in ruoli da soprano, come Donna Leonora ne La forza del destino, Mimì in La bohème di Puccini, Elsa in Lohengrin. 
Durante gli studi al Conservatorio Solomija Krušel'nyc'ka ricevette l’invito dal Teatro dell'Opera di Leopoli di Polonia, ma decise di andare in Italia. Questa decisione fu influenzata da Gemma Bellincioni, che le consigliò di perfezionarsi in Italia, grazie ad un prestito bancario del padre. Nell’autunno del 1893 si recò a Milano, dove divenne allieva di Fausta Crispi e del professor Conti. Nel 1895 ottenne a Vienna un grande successo con alcune interpretazioni wagneriane e nel 1896 partì per una tournée europea. Il 26 dicembre 1895 cantò per la prima volta in Italia a Cremona come Manon Lescaut nell'omonima opera di Giacomo Puccini, seguita il 12 gennaio 1896 da Valentina in Gli ugonotti di Giacomo Meyerbeer e infine in febbraio come Marion Delorme nell'omonima opera di Amilcare Ponchielli.
Nel 1897 andò a Santiago del Cile; l'8 gennaio 1898 esordì al Teatro Regio di Parma nella parte di Elsa nell'opera Lohengrin con Giuseppe Cremonini Bianchi. Tra il 1898 e il 1902 fu impegnata al Teatro Imperiale di Varsavia con il titolo di "primo soprano".
Agli inizi del 1900 cantò in Aida (ruolo del titolo) nella sala del Conservatorio di San Pietroburgo, a fianco di Enrico Caruso al suo esordio nel ruolo di Radames. Poi sarà Amelia in Un ballo in maschera (che ripeterà anche al Teatro Marijnskij il 20 gennaio), Maria in La Resurrezione di Lazzaro di Perosi e nella stessa sera nello Stabat Mater di Rossini (soprano solista), Maria di Rohan di Donizetti (Maria). Tutte a fianco di Enrico Caruso e Mattia Battistini. Nel mese di marzo sempre con Caruso e Battistini, porterà alcuni di questi ruoli anche al Teatro Bol'šoj di Mosca.
Nel 1901 al Teatro Imperiale di Varsavia sarà nuovamente Aida e Amelia con Enrico Caruso.
Nel 1902 all'Opéra di Parigi cantò il ruolo di Elsa nel Lohengrin. In seguito la troveremo nei più importanti teatri internazionali, tra cui molti teatri italiani dove sarà meglio conosciuta con il nome di Salomea Krusceniski: nel 1903 al Teatro San Carlo di Napoli è Sephora in Mosè di Lorenzo Perosi, ed è la protagonista nell'opera Adriana Lecouvreur.
È questo il periodo in cui amplia il repertorio con una varietà di titoli che vanno da Tristano e Isotta, La Valchiria, Il crepuscolo degli Dei, Mefistofele, La Gioconda, Louise di Charpentier, La dama di Picche, ecc.
Il 28 maggio del 1904, su espressa richiesta di Giacomo Puccini, al Teatro Grande di Brescia, sotto la magistrale bacchetta di Cleofonte Campanini, portò a trionfale successo la nuova versione di quella Madama Butterfly che il 17 febbraio, al suo esordio alla Scala, aveva subito un fiasco clamoroso con Rosina Storchio. Era stato lo stesso Puccini a chiederle di essere l'interprete e Salomija aveva preso molto sul serio l'impegno, tanto da trascorrere tre mesi a ripassare la parte, indossando perfino gli abiti di scena per immedesimarsi ancor più nel personaggio. Il pubblico interruppe l'opera con ovazioni dopo ogni romanza, ogni tocco d'orchestra e il maestro Campanini venne chiamato dieci volte sul palcoscenico. La Kruscheniska riprenderà questo ruolo nell'ottobre del 1905 al Teatro Comunale di Bologna sotto la guida di Arturo Toscanini.
Nella stagione 1904-05 esordì al Teatro Costanzi di Roma con Aida. In questo periodo il giovane pittore ferrarese Manfredo Manfredini si invaghì di lei, inseguendola in vari teatri. La sua infatuazione lo condusse alla follia e, nell'aprile 1907, dopo un ennesimo tentativo di introdursi di nascosto nell'albergo in cui alloggiava a Milano, venne arrestato e internato nel manicomio di Mombello dove morì quaranta giorni dopo, a soli venticinque anni.
Il 26 dicembre 1906 con la direzione di Arturo Toscanini e a fianco di Giuseppe Borgatti, cantò alla Scala nella prima milanese di Salomè di Richard Strauss; le cronache del tempo raccontano, non prive di meraviglia, che fu ella stessa a eseguire la "danza dei sette veli".

Vari decenni dopo, Toscanini avrebbe confidato ad un amico che quest'ultima era stata l'unica donna di cui egli fosse stato pazzamente innamorato e che gli avesse detto di no.
Il 15 aprile 1907, ancora alla Scala, cantò il ruolo del titolo, nella prima assoluta di "Gloria" di Francesco Cilea, suoi compagni di scena furono Giovanni Zenatello (Lionetto), Pasquale Amato (Folco de' Bardi), Nazzareno De Angelis (Aquilante de' Bardi), il tutto con la direzione di Toscanini.
L'11 novembre al Teatro Comunale di Bologna interpretò il ruolo di Francesca nell'opera di Luigi Mancinelli Paolo e Francesca.
Nel 1909, fu la prima Elettra italiana al Teatro alla Scala, dove nello stesso periodo cantò anche nel ruolo di Isotta. 
Nello stesso teatro, il 16 novembre 1911 interpretò il ruolo di Lisa nella prima italiana dell'opera di Richard Strauss Feuersnot con la direzione di Tullio Serafin.
Dal 1910 in poi visse per più di quarant’anni in Italia, a Viareggio in una palazzina sul viale Carducci, numero 25. Donna bellissima, artista colta, raffinata, informatissima (conosceva quattro lingue). Sposò un avvocato italiano, Cesare Riccioni. I due novelli sposi scelsero di celebrare la cerimonia nuziale a Buenos Aires il 10 luglio 1910, città in cui nel 1906 Salomea aveva riscosso i suoi successi più clamorosi (Wally e La Walkiria, Brunilde) entrambe dirette da Arturo Toscanini, e più tardi, nel 1910, in Louise di Charpentier e nell'anteprima per Buenos Aires, de Il crepuscolo degli dei ancora nel ruolo di Brunilde, personaggio questo che porterà anche al Teatro Massimo di Palermo nel marzo del 1911. Presto la casa di via Carducci diventò un ritrovo di artisti. Grazie al marito, per due volte sindaco di Viareggio (anni 1900 - 1902 e 1910 - 1912) e appassionato cultore del poeta Percy Bysshe Shelley, Solomija entrò in contatto con Gabriele D'Annunzio. Ciò la portò a conoscere anche Ildebrando Pizzetti e ad essere, il 20 marzo 1915, protagonista della prima rappresentazione scaligera della Fedra, a fianco di Fanny Anitúa ed Edoardo di Giovanni.
D'Annunzio nel 1916 scrisse un'ode che fu musicata da Renato Brogi; lo spartito usci a Firenze dalla casa editrice musicale Forliversi:
Ella teneva a terra gli occhi fissi.
Nel silenzio incredibile i minuti
Pareano aprire smisurati abissi.
Oh se per sempre, sotto un improvviso
colpo, fossimo noi rimasti muti!
Lenta mi sollevo quelli occhi al viso.
Ancora la convulsa bocca esangue
vedo. Le prime sue parole,rare,
cadono come gocciale di sangue
da piaga che incominci a sanguinare.
(Gabriele D'Annunzio, Poema paradisiaco, 1893)
Nel 1920, anno in cui parteciperà ai suoi ultimi spettacoli lirici, la troviamo al San Carlo di Napoli come Loreley nell'omonima opera di Catalani, ed Elsa nel Lohengrin di Richard Wagner.
Nel 1923 Salomija Krusceniski inizierà la seconda parte della sua carriera, quella dedicata al canto "solista"; parteciperà, infatti, a numerosi concerti in diversi Paesi, esibendosi in un vasto repertorio tra cui molte canzoni popolari ucraine nelle quali lei stessa si accompagnava al pianoforte. Molto apprezzato, ad esempio, è quello del gennaio 1929 all'Accademia di Santa Cecilia a Roma.
Nel 1928 apparve per la prima volta nel continente nord americano, compiendo una tournée negli Stati Uniti e in Canada.
Nel 1936, alla morte del marito decide di donare la sua ricca biblioteca alla città di Viareggio. Salomea lasciò la casa di via Carducci 25 all’Unione Sovietica, allora sua patria, e qui vennero i funzionari del regime a portare via anche un patrimonio di preziosi ricordi

## Ritorno in Ucraina
Dopo scomparsa del marito, il 23 aprile 1937 ottenne il nulla osta per un passaporto per l’estero: nel 1939 torna a Leopoli, ma non riesce più a ritornare in Italia perché il governo non concesse il visto di uscita. Non senza le difficoltà, là insegna tecnica vocale fino al 1944; la sua ultima esibizione ha luogo nel 1949.
Morì a Leopoli il 15 novembre 1952 e le venne intitolato il Teatro dell'Opera della città.
Lascia poco più di una ventina di registrazione d’arie d’opera che comprendono tra l’alto brani da: Mefistofele, Tosca, Wally, Adriana Lecouvrer, Madama Butterfly, Peer Gynt, Forza del destino, Aida, Walkiria, Loreley, Africana. Incise tra il 1903 e il 1915 per la G&T di Varsavia e la Fonotipia di Milano e alcune incisioni di arie da camera e ci canzoni popolari ucraine.

## Repertorio
Solomea aveva un repertorio che comprendeva circa 60 ruoli. Voce potente di soprano drammatico, molto estesa, con un brillante registro superiore somigliante al soprano Falcon, pur non esente da alcune irregolarità che la riproduzione in disco ha sicuramente amplificato.
- Georges Bizet  "Carmen"
- Arrigo Boito "Mefistofele"
- Richard Wagner "Tannhauser" “Lohengrin" "Valkyrie" "Siegfried" "Crepuscolo degli dei" "Tristan and Isolde"
- Giuseppe Verdi "Ernani" "Il Trovatore" "Ballo in Maschera " "Forza del destino" "Don Carlo" "Aida" "Otello"
- Fromental Halévy "La Juive”
- Karl Goldmark "Regina di Saba"
- Charles Gounod "Faust"
- Umberto Giordano "Andrea Chénier"
- Gaetano Donizetti "La Favorita” “Maria di Rohan"
- Alfredo Catalani "La falce" "Loreley" "La Wally”
- Luigi Mancinelli "Ero e Leandro" "Paolo e Francesca"
- Pietro Mascagni "Cavalleria rusticana"
- Jules Massenet "Werther" "Manon"
- Giacomo Meyerbeer "Robert le diable" (Roberto il diavolo) “Les Huguenots" (Gli ugonotti) "L’Africane" ( L’Africana)
- Tommaso Montefiore "Cecilia"
- Stanisław Moniuszko “Halka”  "Hrabina" (La contessa)  "Il castello dei fantasmi"
- Adam Münchheimer “Mazepa”
- Zygmunt Noskowski "Livia Quintilla”
- Vittorio Gnecchi "Cassandra"
- Daniel Auber "Fra Diavolo"
- Felipe Heliodoro Ortiz de Zarate "La fiorista di Lugano"
- Ildebrando Pizzetti "Fedra"
- Amilcare Ponchielli "La Gioconda" "Marion Delorme"
- Giacomo Puccini “Manon Lescaut”  “La Bohème”  “Tosca”  “Madame Butterfly”
- Anton Grigor'evič Rubinštejn "Il Demone"
- Lorenzo Filiasi “Manuel Menendez”
- Pëtr Il'ič Čajkovskij "Eugenio Onegin" "La Dama di Picche"
- Francesco Cilea "Adriana Lecouvreur" "Gloria"
- Gustave Charpentier  “Louisa”
- Richard Strauss "Feuersnot" "Salomè" “Elektra”
- Władysław Żeleński  "Goplana”

## Dopo la morte
Nel 1991 è stato aperto a Leopoli un museo musicale ubicato in quella che è stata la sua casa, in una via ora che porta il suo nome: qui è anche conservato un archivio che raccoglie documenti suoi e sulla vita musicale della sua epoca.
L’8 ottobre 2008 è stato donato dalle autorità ucraine un suo busto bronzeo al Museo del Teatro alla Scala di Milano. La cerimonia avuto luogo durante la prima giornata della visita ufficiale in Italia il presidente ucraino Viktor Juščenko. 
Dal 3 al 25 agosto 2018 nel foyer del Gran teatro a Torre del Lago Puccini è stata allestita la mostra di dipinti e ritratti di artisti ucraini dedicati a lei.
Il suo archivio personale è conservato presso il Centro Documentario Storico di Viareggio.